# یواس‌سی‌جی‌سی پاپاو (دبلیوال‌بی-۳۰۸)
یواس‌سی‌جی‌سی پاپاو (دبلیوال‌بی-۳۰۸) (به انگلیسی: USCGC Papaw (WLB-308)) یک کشتی بود که طول آن ۱۸۰ فوت (۵۵ متر) بود. این کشتی در سال ۱۹۴۳ ساخته شد.